# 파스칼리나 레네르트
파스칼리나 레네르트(독일어: Pascalina Lehnert, 1894년 8월 25일 ~ 1983년 11월 13일)는 독일에서 태어난 로마 가톨릭 수녀로, 제2차 바티칸 공의회의 열렬한 반대자로 유명했다. 본명은 요제피나 레네르트(독일어: Josefina Lehnert)이다. 교황 비오 12세의 치세부터 주목을 받기 시작한 그녀는 교황 요한 23세의 치세에 이르기까지 바티칸 시국 내에서 추기경단에 대해 큰 영향력을 행사하고, 교황 요한 23세와는 제2차 바티칸 공의회에 대한 문제로 인해 자주 충돌을 빚는 등의 이유로, 이른바 여교황(이탈리아어: La Papessa)이라는 별명까지 얻었다. 한편, 파스칼리나 레네르트는 바티칸 시국 내에 있는 시스티나 성당에 출입한 최초의 여성이기도 하였다.